# Истра
Истра (итал. Istria, лат. Histria) је највеће јадранско полуострво површине 3.476 км² i које се налази на североисточној обали Јадрана. Највећим делом се налази у Хрватској (90%) и Словенији, док се подручје око места Миље налази у Италији. Положај Истре између Тршћанског и Кварнерског залива, односно Јадранског мора и средње Европе омогућили су развој великих градова Трста, Копра, Пуле, Ријеке, бродоградилишта, интензивног саобраћаја, те европски значајног туристичког комплекса.

## Географија
Географска граница Истре према северу је планински ланац Ћићарија, а према истоку хрбат Учке (тако да нпр. Опатија није део Истре него Кварнера).
Западна обала Истре је плића и боље разведена, док је источна стрма и слабије насељена. Истра се обично дели на три дела:
- Црвена Истра (западна обала), где превладава црвено-смеђа земља (црвеница)
- Сива Истра (средишња Истра), због сивог глиненастог тла и
- Бела Истра (падине Учке и источни део полуострва) због каменитог тла.

Важни градови и општине у Истри су Пула, Пазин, Пореч, Ровињ, Умаг, Лабин, Бузет, Мотовун, Копар, Пиран итд.

## Историја
Назив „Истра“ потиче од илирског племена Хистри, које је живело у том подручју. Римљани су Истру освојили након два војна похода - 221. п. н. е. и 177. п. н. е.
Иако је првобитно била део римског Илирика, за време владавине цара Августа укључена је у административну структуру Италије, поставши део управне области која је носила назив: Венетија и Хистрија (лат. Regio X Venetia et Histria).
Након поделе Римског царства (395) припала је западном делу, а након пропасти Западног римског царства (476) била је под влашћу Одоакара, а затим је око 489. године потпала под власт Острогота.
Истра је 539. године потпала под власт Византијског царства, а потом је укључена у састав Равенског егзархата. Током раздобља византијске власти, Истром је управљао локални намесник који је носио титулу magister militum. У периоду од 6. до 8. века, у византијску Истру су са запада често упадали Лангобарди, а са истока Авари и Словени, тако да је опсег византијске власти временом сведен на приобални појас са градовима, док су источне области у унутрашњости Истре запосели Словени. Византијска Истра је опстала све до 788. године, када је потпала под франачку власт.
Након тога Истром је владао низ франачких и немачких грофова и маркгрофова, а затим и аквилејски патријарси. Приморску област са градовима временом је запосела Млетачка република, тако да је тај део постао познат као Млетачка Истра (итал. Istria Veneta), док је преостали део у унутрашњости (Маркгрофовија Истра) припадао различитим феудалним господарима.
Током историје суживота словенских и романских заједница у Истри, Словени су углавном живели у унутрашњости, док је обала била романска.
Млетачка Истра је 1797. године по слову мировних уговора у Леобену и Кампоформију припала Хабзбуршкој монархији. Након склапања Пожунског мира крајем 1805. године, Истра је 1806. године укључена у састав наполеонске Краљевине Италије, а потом се од 1809. до 1813. године налазила у саставу француских Илирских покрајина. Затим је као део Аустријског приморја била у саставу Аустријског царства (1813-1867) и Аустроугарске монархије (1867-1918).
Након Првог светског рата, Истру је крајем 1918. године запосела Италије, а то стање је озваничено Рапалским уговором (1920), што је било у складу са ранијим територијалним обећањима, која су Италији дата Лондонским уговором из 1915. године.
За време италијанске власти (1918-1945), Истра се почевши од 1923. године налазила у саставу новостворене Пулске покрајине (итал. Provincia di Pola).
Истру је 1945. године запосела војска нове Југославије, након чега је област укључена у састав ФНРЈ и подељена између југословенских федералних јединица Хрватске и Словеније. То стање је озваничено Парсиким мировним уговором (1947), Лондонским споразумом (1954) и југословенско-италијанским Осимским споразумом (1975). Од распада СФРЈ (1991-1992), Истра се налази у саставу самосталних држава Хрватске и Словеније.

## Демографија
Већина становника Истре говори чакавским наречјем. У градовима западне обале људи се подједнако добро служе и италијанским језиком. У истим насељима постоји становништво које говори аутохтоним романским језиком - истриотским.
На истоку Истре, подно Ћићарије, живе Истрорумуни, односно Ћићи, становништво романског порекла које говори посебним истрорумунским језиком.
На простору Истре може се издвојити део у саставу Хрватске који обухвата око 90% Истарског полуострва иу којем живе већином Хрвати са око 75% становништва док је од мањина најбројнија италијанска Италијани, 7% а остатак разни други народи .
Истра у саставу Словеније обухвата око 9% Истарског полуострва, а Словенци су апсолутно већинско становништво.
Истра у саставу Италије обухвата мање од 1% површине Истре и обухвата свега две мале општине код Трста од којих су у једној већински Словенци ау другој Италијани.

### Демографска историја
За време аустроугарске власти у 19. веку, становништво Истре су највећим делом чинили: Хрвати, Италијани (укључујући и Истриоте) и Словенци, а међу мањим групама су били Немци, Истрорумуни (источноистарски Власи, односно Ћићи) и Срби.
Према аустријском попису из 1910. године, од укупних 404.309 становника Истре, 41,6% говорило је хрватски, 36,5% италијански, 13,7% словеначки, 3,3% немачки и 0,2% румунски језик. Тада су на западној обали Истре углавном живели Италијани (укључујући и Истриоте), док су други делови углавном били насељени Хрватима и Словенцима.
У другој половини 19. века дошло је етничких конфликта, јер је италијански покрет желео да уједини Трст и Истру са Италијом, док су Словенци и Хрвати желели другачија политчка решења. Конфликт је био и класног карактера, јер су Италијани живели углавном у градовима, док су Словенци и Хрвати живели у сеоским подручјима Истре.
По завршетку Другог светског рата Истра је постала део Федеративне Народне Републике Југославије. Партизани су 1945. године побили многе Италијане бацивши их у фојбе. Говори се о хиљадама бачених у крашке јаме. У првих неколико година након рата је Истру напустило неколико десетака хиљада становника (око броја још увек не постоји сагласност међу историчарима), махом Италијана, који се деле на „езуле“ и „оптанте“. Езули су избеглице које су отишле одмах након рата, а оптанти су они који су одабрали (оптирали) да оду из Југославије, а Италија се обвезала да ће бринути за њих. Велики број људи који су одлазили из Истре само су се привремено задржавали у Италији и касније кретали у друге земље.
Пула је била већински италијански град. Између децембра 1946. и септембра 1947. град је напустило 28.000 од 32.000 становника.
Упркос томе, Истра је успоставила традицију етничке толеранције и премда се већина становника данас изјашњава као Хрвати (становништво је у ствари доста измешано), јак је осећај регионалне припадности. Данас је италијанска национална мањина малобројна (чини око 5% становништва). Становници имају право да говоре италијанским или хрватским језиком (словеначким у словеначким деловима Истре) у јавним установама.
Хрватска историографија, као и етнографија, деценијама су покушавале да минимализују мултиетнички карактер Истре кроз историју..

## Туризам
Почеци развоја истарског туризма уочљиви су већ у доба римске империје, а врхунац достиже 1988-89. године, а и сада последњих година. У почетку (римско доба) изграђена су здања као што је Веспазијанов амфитетар у Пули из 1. века који је служио за забаву грађанима и туристима, а могао је да прими око 20.000 гледалаца. Осим тога древни Римљани, познати по уживању у чарима живота, за своју разоноду и одмор саградили су многобројне виле на приобаљу, нпр. на Брионима, данашњем националном парку.
Географски положај Истре у близини главних копнених и поморских путева средишње Европе и угодна средоземна клима, близина топлог мора и богатство питомих природних лепота су највећи разлог развоја туризма на овим подручјима.
Почетке савременог туризма налазимо у раним годинама 19. века. У времену Аустроугарске монархије све више бујају туристички садржаји: хотели, пансиони, угоститељски локали, морска и термална купалишта, ничу дуж целе обале. Градови Порторож, Умаг, Пореч, Ровињ, Пула с Бријунским отоком на западној обали па до Рапца и Ловрана на истоку, развијају се у праве туристичке градове. Предузетници све више улажу у истарски туризам. Ако изузмемо раздобља Првог и Другог светског рата, те рата током 1990-их, који Истри није нанео разарања (али свакако стагнацију), тренд развоја и садржајног обогаћивања истарског туризма се наставља.
Данашња туристичка Истра обилује мноштвом најразноврснијих туристичких капацитета и садржаја од оних на њеном обалном, приморском делу, до оних све актуелнијих и траженијих у унутрашњим руралним подручјима. Осим већ познатог стационарног туризма у многобројним хотелима, апартманским насељима, камповима, приватним смештајима, данас се у Истри све више развија наутички туризам, конгресни, излетнички, ловни и риболовни, агротуризам, културни, етно-гастрономски, спортско-рекреациони, ронилачки, коњички и еколошки туризам.

## Занимљивости
- У Истри се налази најмањи град на свету према Гинисовој књизи рекорда. Град Хум има само 23 становника.[11][12][13][14][15][16][17][18][19][20][21][22][23]

## Галерија
- Поглед на Копер
- Мотовун
- Ровињ
- Поречка рива
- Панорама Пуле
- Амфитеатар у Пули
- Рт Камењак близу Пуле
- Лимски канал